# Machine Gun Kelly

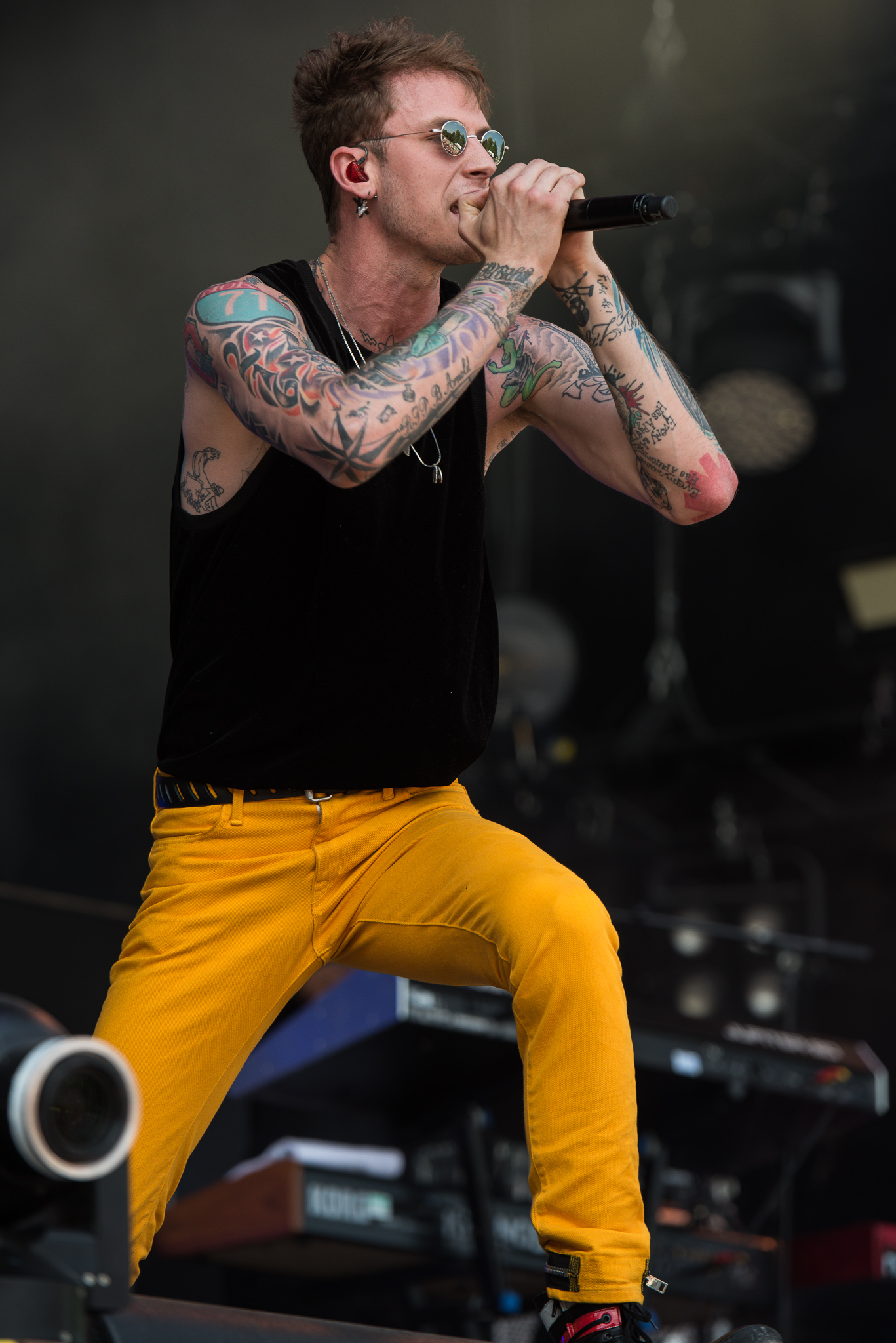
Machine Gun Kelly на фестивале Rock Am Ring

Колсон Бэйкер (англ. Colson Baker; 22 апреля 1990, Хьюстон, Техас), более известный под псевдонимом Machine Gun Kelly (рус. Маши́н Ган Ке́лли) или MGK (рус. ЭмДжиКей) — американский рэпер, рок-музыкант, певец, актёр. Свой псевдоним он взял в честь знаменитого гангстера Джорджа «Пулемёт» Келли. Получил известность после выпуска своих первых четырёх микстейпов: Stamp Of Approval (2006), Homecoming (2008), 100 Words and Running (2010) и Lace Up (2010). В середине 2011 года он подписал контракт с компанией Young and Reckless Clothing. 14 декабря 2011 года он был назван MTV Hottest Breakthrough MC 2011 года. 18 марта 2012 года он выиграл награду MTVu Breaking Woodie. В 2012 году его фотография появилась на обложке журнала XXL. По состоянию на август 2025 года, выпустил семь студийных альбомов.
Первоначально писал в жанрах «хип-хоп» и «альтернативный хип-хоп», иногда добавляя рок-элементы. После дисса на Эминема выпустил EP Binge и альбом Hotel Diablo, после чего полностью перешёл на рок-звучание в альбоме Tickets to My Downfall.

## Биография

### 1999—2009: Молодость и начало творческого пути
Колсон Бэйкер родился 22 апреля 1990 года в Хьюстоне в семье миссионеров. Семья Колсона постоянно переезжала с места на место. Так, они жили в Египте, Германии и США. После того как мать ушла из семьи, Колсон вместе с отцом остался жить у тёти. Там Бэйкера травили сверстники, а папа страдал от депрессии и безработицы. Колсон начал слушать рэп в шестом классе, когда перевёлся в Денверскую среднюю школу Гамильтона, школу с этнически разнообразным контингентом учащихся. Первыми рэперами, которые привели его в хип-хоп, были Ludacris, Eminem и DMX, а первый интерес к жанру вызвала песня DMX «We Right Here» из альбома The Great Depression.
После ухода отца Бэйкер перестал ходить в школу и начал делать себе имя, не без помощи старших одноклассников. В 2005 году его отец вернулся, чтобы забрать их обоих в Кувейт, однако вскоре они были вынуждены вернуться в США, на этот раз в Кливленд, где Бэйкер поступил в школу Шейкер-Хайтс. Посещая школу, он убедил местного владельца магазина футболок стать его менеджером. Получив сценическое имя «Machine Gun Kelly» от своих слушателей за скорострельную подачу, Колсон выпустил микстейп Stamp of Approval (2006). Выпуск микстейпа повысил репутацию молодого рэпера, благодаря чему Бэйкер смог начать выступать на местных площадках.
В марте 2009 года, будучи на грани выселения, Бэйкер отправился в гарлемский театр «Аполло», где стал первым белым рэпером, одержавшим победу. Он начал записывать музыку в своей домашней студии, которую назвал «клеткой ярости», и начал набирать популярность, попав на Sucker Free Frestyle от MTV2, где зачитал строчки с сингла «Chip off the block». В феврале 2010 года Бэйкер выпустил свой второй микстейп 100 Words and Running, в котором впервые прозвучала коронная фраза «Lace Up». Несмотря на свою растущую популярность, Бэйкеру приходилось работать в Chipotle Mexican Grill, чтобы позволить себе оплату аренды, так как после окончания школы отец выгнал его из дома. Вскоре у Колсона родилась дочь Кейси.

### 2009—2012: Контракт с Bad Boy Records иLace Up
В мае 2010 года Machine Gun Kelly выпустил первый официальный сингл «Alice in Wonderland» вместе с клипом. Он был выпущен на лейбле Block Starz Music. За сингл Бэйкер удостоился звания «Лучший исполнитель Среднего Запада» на премии Underground Music Awards 2010, а клип на песню стал лучшим музыкальным видео на премии Ohio Hip-Hop Awards 2010. В ноябре 2010 года Колсон выпустил свой четвёртый микстейп Lace Up. Трек «Cleveland» получил ротацию на местном радио. Микстейп был записан за три месяца во время творческого всплеска. В 2011 году о Бэйкере написал XXL.
В марте 2011 года Бейкер состоялось первое выступление SXSW в Остине, На этом шоу к Колсону обратился Шон Комбс, предложив Бэйкеру контракт с Bad Boy Records, связанными с Interscope. После подписания контракта с Bad Boy MGK выпустил клип на песню «Wild Boy», спродюсированный GB Hitz, в котором также поучаствовал Waka Flocka Flame. Дуэт появился на BET's 106 & Park. В середине 2011 года Колсон подписал контракт с Young and Reckless Clothing. Его первый EP Half Naked & Almost Famous вышел 20 марта 2012 года и дебютировал на 46-м месте в чарте Billboard 200 с 8500 проданными копиями в первую неделю. По состоянию на август 2012 года мини-альбом разошёлся тиражом в 36 500 экземпляров.
Бэйкер объявил, что его дебютный альбом будет называться «Lace Up» и выйдет 9 октября 2012 года. «Wild Boy» был выпущен в качестве лид-сингла. Песня достигла 98 места в Bilboard Hot 100. Вскоре он был сертифицирован RIAA как золотой. Песня «Invincible» была выпущена на iTunes 16 декабря 2011 года. В треке приняла участие Эстер Дин. WWE использовала эту песню для выхода на ринг Джона Сины, а Бэйкер выступил на открытии Рестлмании XXVIII. Также WWE использовала песню «All We Have» в матче-реванше Джона Сины против Скалы на Рестлмании 29. 14 декабря 2011 года Бэйкер был назван MTV «самым горячим прорывом среди MC» 2011 года. 18 марта 2012 года Бэйкер выиграл премию MTVu Breaking Woodie award, а позже попал на обложку XXL в рамках ежегодного «Топ-10 фрешменов» наряду с рэперами Macklemore, French Montana, Hopsin, Danny Brown, Iggy Azalea, Roscoe Dash, Future, Don Trip и Kid Ink. 13 августа 2012 года Колсон выпустил микстейп под названием EST 4 Life, который содержал как старый, так и недавно записанный материал.
Lace Up был выпущен 9 октября 2012 года. В альбоме присутствовало большое количество приглашённых участников: M. Shadows, Bun B, Cassie, DMX, Ester Dean, Lil Jon, Tech N9ne, Twista, Waka Flocka Flame, Young Jeezy и Dub-O. Альбом дебютировал на 4-й строчке в американском Billboard 200 с продажами в первую неделю, составляющими 57 000 копий. На вторую неделю альбом опустился до 22-го места, что дало ему в общей сложности 65 000 проданных копий. По состоянию на сентябрь 2015 года, альбом был продан тиражом 263 000 копий.

### 2012—2013:Black Flag
В начале 2012 года Бэйкер объявил, что выпустит новый микстейп. Pusha T и Meek Mill были первыми исполнителями, представленными в качестве участников на микстейпе: оба появились на треке «Pe$O». Колсон также заявил, что на микстейпе будет Wiz Khalifa. 18 февраля 2013 года Бэйкер объявил название микстейпа — «Black Flag» — и показал обложку. Вскоре было выпущено промо-видео «Champions», в котором фигурирует Дидди. В треке были использованы семплы из песни The Diplomats «We are the champions». 26 июня MGK выпустил микстейп. Помимо выше перечисленных, в качестве гостей на Black flag присутствуют French Montana, Kellin Quinn, Dub-O, Sean McGee и Tezo. 4 июня 2013 года в социальных сетях Бейкер опубликовал фотографию письма, которое гласило: 
Этот проект посвящен любви, потому что у меня она была отнята. Конечно, когда я её заполучил, сразу отодвинул на задний план. Я не мог с этим справиться. Это было до тех пор, пока я чуть не потерял любовь к тому, что я люблю делать больше всего: к музыке. Это была единственная вещь, за которую стоило бороться, даже больше, чем за любовь отца. Я снова обрел эту любовь. И я планирую никогда не терять её. Найди то, что ты любишь, и сражайся!! Black Flag.

### 2014—2016:General AdmissionиFuck It
После выхода Black Flag разнеслись слухи, что Бэйкер начал работать над своим вторым студийным альбомом. В январе 2014 года он подтвердил, что находится на ранней стадии, а релиз запланирован на 2015 год. 5 января 2015 года MGK выпустил песню «Till I Die» вместе с клипом. Несколько месяцев спустя вышел ремикс «Till I Die», в котором приняли участие Bone Thugs-n-Harmony. Песня транслировалась на канале WorldStarHipHop при участии French Montana, Yo Gotti и Ray Cash. 18 мая 2015 года было выпущено музыкальное видео на песню «A Little More». В записи поучаствовала певица Victoria Monet. Вскоре Бэйкер дал интервью телеканалу MTV, описав причину, по которой он написал «A Little More». Он заявил: «Люди приходили ко мне после первого альбома, и многие мои друзья дома говорили: „нам нужно что-то для улиц“, и я сделал „Till I Die“. Теперь, когда я смотрю на видео [Till I Die], я думаю: „Хорошо, он в тюрьме, он застрелен, он мертв, он стучал“, и как-то всё это грустно, так что я написал песню, чтобы описать, как я вижу мир глазами более зрелого человека.» Также Колсон заявил, что альбом будет содержать «больше лирики и больше живой инструментовки.»
После Бэйкер вернулся в WWE Raw в эпизоде от 15 июня 2015 года. Шоу проходило в родном городе Колсона Кливленде, и Бэйкер появился в качестве гостя, исполнив «Till I Die» и «A Little More». После выступления по сюжету был атакован рестлером WWE Кевином Оуэнсом. Нападение было связано с контактом между Бэйкером и соперником Оуэнса, Джоном Синой. Вскоре Колсон объявил о начале национального тура летом 2015 года с 31 запланированным концертом.
25 июня MGK объявил название своего второго альбома — General Admission, дата выхода которого была намечена на сентябрь 2015 года. 23 июля 2015 года Бейкер выпустил Fuck It, 10-трековый микстейп, содержащий песни, которые не вошли в окончательный трек-лист нового альбома. Микстейп, как сообщается, был выпущен MGK независимо от лейбла из-за постоянных переносов выхода General Admission. 10 сентября 2015 года Бейкер обнародовал дату выхода — 16 октября 2015 года — и обложку. Альбом дебютировал под номером 4 в Billboard 200 с 56 000 эквивалентными единицами продаж; физических копий было продано около 49 000. Альбом также дебютировал на первом месте в чарте Billboard Top R&B/Hip-Hop Albums.

### 2016—2018:BloomиBinge
В конце 2016 года MGK выпустил «Bad Things», совместный сингл с Камилой Кабельо, который достиг четвёртого места в американском чарте Billboard Hot 100.
12 мая 2017 года состоялся релиз третьего студийного альбома MGK Bloom.
Бэйкер должен был выступать на разогреве у Linkin Park в течение их североамериканского тура, однако тур был отменен из-за самоубийства фронтмена Честера Беннингтона. Впоследствии Колсон отдал дань уважения Честеру, выпустив акустическую версию песни Linkin Park «Numb».
21 сентября 2018 года Бейкер выпустил мини-альбом Binge, который дебютировал на 24-м месте в Billboard 200 и продажи которого в первую неделю составили 21 519 единиц. Это был худший результат со времен дебютного мини-альбома «Half Naked & Almost Famous», который дебютировал с 8,5 тысячами проданных копий.

## Конфликт с Eminem
7 мая 2012 года Machine Gun Kelly написал в Твиттере, что на тот момент 16-летняя дочь Эминема, Хейли Джейд Скотт, которая моложе MGK на пять лет, была «горячей». 19 октября 2015 года он появился на Hot 97 FM, чтобы сказать, что из-за этого твита ему запретили входить на радиостанцию Shade 45, созданной Эминемом. Он также заявил: «Некоторые люди даже не слушают и не рецензируют [мой альбом]. В некоторых местах вы даже не услышите Machine Gun Kelly». MGK также хотел оправдать свои действия, спросив: «Что в этом плохого?». 1 марта 2018 года MGK оскорбил Эминема в песне Tech N9ne «No Reason» строчками «To remind y’all you just rap, you’re not God» (рус. Напомню вам, что вы просто рэпер, вы не Бог), ссылаясь на песню Маршалла 2013 года «Rap God» из альбома The Marshall Mathers LP 2.
31 августа 2018 года Эминем выпускает альбом Kamikaze, в который вошёл трек «Not Alike», записанный вместе с Royce da 5’9. В этой песне были строчки: «But next time you don’t gotta use Tech N9ne if you wanna come at me with a sub-machine gun. And I’m talking to you, but you already know who the fuck you are, Kelly. I don’t use sublims and sure as fuck don’t sneak-diss» (рус. Но в следующий раз тебе не нужно использовать Tech N9ne, если захочешь наброситься на меня под шумок своего автомата. И я обращаюсь к тебе, но ты уже в курсе, кто б**** такой, Келли. Я не действую исподтишка и конечно, б****, не пишу диссы тайком). 3 сентября 2018 года Келли выпустил дисс «Rap Devil», в котором он оскорбляет Эминема во всех отношениях. В этой песне MGK высмеял возраст Маршалла, его причёску, стиль одежды, многие другие аспекты его карьеры и личную жизнь. 12 сентября Эминем рассказал о Келли и его твите в своём интервью, сказав: «Мне плевать на твою карьеру. Ты думаешь, я действительно думаю о тебе? Знаешь, сколько рэперов лучше тебя?». Через два дня после интервью Эминем выпускает ответ на дисс MGK, «Killshot». В ответе Эминем, также как и его оппонент, раскритиковал многие аспекты: волосы, количество проданных записей, рэп-навыки и другие моменты карьеры Келли. Песня официально признана точкой конфликта между рэперами. Видео с песней за первые сутки набрало более 38 миллионов просмотров на YouTube, став самым просматриваемым рэп-роликом за 24 часа и третьим по общему показателю. 20 сентября Келли сказал, что не может ответить на дисс Маршалла, однако 5 июля 2019 года MGK выпустил косвенный ответ на «Killshot», «FLOOR 13».

### 2019-настоящее время:Hotel DiabloиTickets to my Downfall
13 июня 2019 года артист анонсировал новый альбом Hotel Diablo. В честь этого MGK набил на своей голове тату с названием альбома.
5 июля 2019 года артист выпустил четвёртый студийный альбом Hotel Diablo. В пластинку вошло 14 треков. В записи альбома участвовали Lil Skies, Madison Love, Trippie Redd, Phem и Naomi Wild.
1 мая 2020 года вышел трек «Bloody Valentine» — первый сингл альбома Tickets to My Downfall, который был выпущен 25 сентября 2020 года. Это первый альбом рэпера в жанре поп-панк.
15 января 2021 года Machine Gun Kelly выпустил фильм-мюзикл «Downfalls High». Музыкант, а также MOD SUN являются режиссёрами. Главные роли в ней сыграли сам Келли, Трэвис Баркер, Сидни Суинни, Чейз Хадсон, Trippie Redd, Blackbear и Iann Dior.

## Личная жизнь
В подростковом возрасте Келли состоял в отношениях с Эммой Кэннон. 24 июля 2009 года у пары родилась дочь Кейси Колсон Бэйкер. Начиная с апреля 2015 года состоял в отношениях с моделью и актрисой Эмбер Роуз. В марте 2020 года он начал встречаться с моделью Соммер Рэй, однако в следующем месяце пара рассталась. В мае 2020 года он состоял в отношениях с актрисой Меган Фокс. В январе 2022 года пара обручилась. В 2024 году они расстались. 27 марта 2025 года у MGK и Фокс родилась дочь Сага Блэйд Фокс-Бэйкер.
В интервью 2012 года он заявил, что политически идентифицирует себя как анархист.
Любимыми исполнителями считает рэперов Эминема и DMX, в юности слушал группы Guns N' Roses и Blink-182.
5 июля 2020 года, в годовщину альбома Hotel Diablo, Келли в социальных сетях сообщил о смерти своего отца, с которым в прошлом году спустя долгое время возобновил общение.
Он открыто говорит о своем пристрастии к марихуане и описывает ее как источник счастья. Он часто упоминает о ней в своей музыке. В течение периода, предшествовавшего выпуску Lace Up, у него была зависимость от героина. Он употреблял кокаин и алкоголь до 2020 года. В ноябре 2020 года Келли говорил, что у него сформировалась зависимость от аддералла, и он ищет лечения.

## Фильмография
| Год  |     | Русское название         | Оригинальное название       | Роль                 |
| ---- | --- | ------------------------ | --------------------------- | -------------------- |
| 2014 | ф   | За кулисами              | Beyond the Lights           | Кид Кулприт          |
| 2016 | ф   | Панк из Солт-Лейк-Сити 2 | Punk’s Dead: SLC Punk 2     | Краш                 |
| 2016 | ф   | Нерв                     | Nerve                       | Тай                  |
| 2016 | ф   | Вирус                    | Viral                       | Си Джей              |
| 2016 | ф   | Земля обетованная        | The Land                    | Слик                 |
| 2016 | с   | Гастролёры               | Roadies                     | Уэсли «Уэс» Мейсон   |
| 2018 | ф   | Птичий короб             | Bird Box                    | Феликс               |
| 2019 | ф   | Битва за Землю           | Captive State               | Юргис                |
| 2019 | ф   | Грязь                    | The Dirt                    | Томми Ли             |
| 2019 | ф   | Взрослеть на полную      | Big Time Adolescence        | Ник                  |
| 2020 | ф   | Проект «Сила»            | Project Power               | Ньют                 |
| 2020 | ф   | Король Статен-Айленда    | The King of Staten Island   | владелец тату-салона |
| 2021 | ф   | Последний сын            | The Last Son                | Кэл / Лайонел        |
| 2021 | ф   | Полночь на злаковом поле | Midnight in the Switchgrass | Кэлвин               |
| 2021 | кор | Старшая школа Даунфолз   | Downfalls High              | рассказчик           |
| 2022 | ф   | Чудаки навсегда          | Jackass Forever             | камео                |
| 2022 | ф   | Телец                    | Taurus                      | Коул                 |
| 2022 | ф   | Доброго траура           | Good Mourning               | Лондон Клэш          |
| 2022 | ф   | Один путь                | One Way                     | Фредди               |

## Дискография
Студийные альбомы
- Lace Up (2012)
- General Admission (2015)
- Bloom (2017)
- Hotel Diablo (2019)
- Tickets to My Downfall (2020)
- Mainstream Sellout (2022)
- Lost Americana (2025)